# Rohrbach (district)
Het politieke district Bezirk Rohrbach ligt in het noorden van de Oostenrijkse deelstaat Opper-Oostenrijk, in het uiterste noorden van Oostenrijk. Het district grenst zowel aan Duitsland als aan Tsjechië en heeft ongeveer 58.000 inwoners. Het bestaat uit 42 gemeenten, die hieronder zijn opgesomd.

## Gemeenten
1. Afiesl (425)
2. Ahorn im Mühlviertel (496)
3. Aigen im Mühlkreis (1929)
4. Altenfelden (2238)
5. Arnreit (1105)
6. Atzesberg (526)
7. Auberg (535)
8. Berg bei Rohrbach (2686)
9. Haslach an der Mühl (2580)
10. Helfenberg (1058)
11. Hofkirchen im Mühlkreis (1441)
12. Hörbich (439)
13. Julbach (1656)
14. Kirchberg ob der Donau (1130)
15. Klaffer am Hochficht (1340)
16. Kleinzell im Mühlkreis (1394)
17. Kollerschlag (1533)
18. Lembach im Mühlkreis (1536)
19. Lichtenau im Mühlkreis (567)
20. Nebelberg (643)
21. Neufelden (1245)
22. Neustift im Mühlkreis (1496)
23. Niederkappel (1041)
24. Niederwaldkirchen (1796)
25. Oberkappel (764)
26. Oepping (1640)
27. Peilstein im Mühlviertel (1677)
28. Pfarrkirchen im Mühlkreis (1556)
29. Putzleinsdorf (1585)
30. Rohrbach in Oberösterreich (2356)
31. Sarleinsbach (2364)
32. Schlägl (1405)
33. Schönegg (555)
34. Schwarzenberg am Böhmerwald (695)
35. Sankt Johann am Wimberg (1018)
36. Sankt Martin im Mühlkreis (3601)
37. Sankt Oswald bei Haslach (569)
38. Sankt Peter am Wimberg (1770)
39. Sankt Stefan am Walde (844)
40. Sankt Ulrich im Mühlkreis (602)
41. Sankt Veit im Mühlkreis (1151)
42. Ulrichsberg (3073)